# Burg Gutzwarden
Die Burg Gutzwarden ist eine abgegangene kleine Festungsanlage der Grafschaft Oldenburg nördlich des Ortsteils Eckwarden der Gemeinde Butjadingen im niedersächsischen Landkreis Wesermarsch.

## Geschichte
Die Festungsanlage von Gutzwarden ist 1499 errichtet worden, nachdem Graf Johann V. von Oldenburg Butjadingen erobert hatte. Sie besitzt aber, da ein Steinhaus ihr Zentrum bildete, wahrscheinlich einen älteren Ursprung. In ihrer kurzen Geschichte wechselte die kleine Festung aufgrund ihrer Grenzlage häufig den Besitzer. Im Kampf der Rüstringer mit den Oldenburgern legte Graf Edzard I. von Ostfriesland unter Berufung auf seine ererbten Lehnsrechte über das Butjadingerland um 1500 eine ostfriesische Besatzung in die Anlage. In der sächsischen Fehde besetzten nach der Schlacht an der Hartwarder Landwehr 1514 Soldaten des Herzogtums Braunschweig-Lüneburg die Festung. Angesichts der herannahenden ostfriesischen Truppen des Fulf von Kniphausen mussten sie sie aber im Folgejahr  wieder räumen. 1523 nahm Graf Johann von Oldenburg die Festung wieder in Besitz. Wann sie schlussendlich aufgegeben wurde, ist unbekannt.

## Beschreibung
Die Niederungsburg bestand aus fünf jeweils die 3–4 m hohen Einzelwurten. Im ganzen bedeckte sie ein Areal von ca. 300 × 200 m. Gegen Westen und Norden war sie durch einen Priel geschützt. Der südwestlichste Hügel erhebt sich am höchsten über die Umgebung und wurde früher als Jedutenhügel angesprochen. Doch lässt sich hier sehr wahrscheinlich ein Steinhaus lokalisieren. Dafür sprechen Lesefunde von Ziegelbruch und Mörtel sowie der Fund einer spätmittelalterlichen Buchschließe.
Im Süden der Anlage befindet sich auf einer kleineren Wurt ein 1764 erstmals erwähntes Gehöft, das von einem trapezförmigen Wassergraben umgeben ist. Es ist möglich, dass dieser ursprünglich ein Bestandteil der Befestigung war. Nach dem Zweiten Weltkrieg sollen beim Wiederaufbau des kriegszerstörten Wirtschaftsgebäudes des Hofes ungefähr hundert einseitig glatt zubehauene Granitblöcke zutage gekommen sein. Dies spricht für die frühere Existenz einer massiven Baustruktur höheren Alters.